# أباظة
الأباظيون هم شعب يعيش غالبيته على أراضي أبخازيا، قراتشاي - تشيركيسيا وأديغيا من روسيا. ويتواجدون كذلك في الشتات في كل من سوريا تركيا، الأردن، ومصر ومختلف البلدان العربية الأخرى، أغلبهم من المنحدرين من اللاجئين من منطقة القوقاز في الحرب مع الإمبراطورية الروسية. غالبية الأباظيين هم من المسلمين السنة.
تعتبر سادزن هي الموطن الأصلي للأباظيين وهي الواقعة في الجزء الغربي من أبخازيا. في الفترة بين القرن 14 إلى القرن 15 انتقلوا من أبخازيا إلى أبازينيا وثاني انتقال لهم كان يتمثل في هجرتهم بين الفترة الممتدة من القرن 18 إلى القرن 19 . يتكلم الأبازين لهجتين في مناطق قراتشاي - تشيركيسيا، أشخاروا، تابانتا.
حسب إحصاء 2002 بلغ عدد الأبازين 37942 شخص في روسيا. يتكلم الأبازين اللغة الأباظية وهي لغة قوقاز الشمال الغربي وترتبط باللغة الأبخازية.

للأباظيين وجود هام في تركيا حيث يقدر عددهم بحوالي 15,000–50,000 ويتركزون بالأخص في مقاطعات سامسون، يوزغات، أدانا وهضبة قيصري-أوزونيايلا ينتمي معظمهم إلى عشائر أشخاروا الذين قاتلو ضد القيصرية الروسية ثم هاجروا إلى تركيا بعد خسارتهم في معركة كبادة (كراسنايا بوليانا حاليا سوتشي)، في حين تدور داخل تابانتا القوات الروسية.